# Графиня де Монсоро (мінісеріал, 1971)
«Графиня де Монсоро»  (фр. La Dame de Monsoreau) — французький семисерійний мінісеріал, поставлений в 1971 році режисером Янніком Андреї за однойменним романом Александра Дюма-батька.

## Сюжет
Франція, Париж, 1578 рік, час релігійних воєн. На троні — останній король із династії Валуа — Генріх III. Королівський двір поділений на два ворогуючих угруповання: міньйони короля і його наближені його брата герцога Анжуйського. Король розуміє, що не в його силах стабілізувати обстановку не тільки при дворі, але й в країні. У Франції не припиняється протистояння католиків та гугенотів і численні змови. Могутнє лотаринзьке сімейство де Ґізів планує звести на французький престол брата короля. У боротьбі з ворогами королю допомагає блазень Шико. На цьому історичному тлі розгортається трагічна історія кохання графа де Бюссі, наближеного герцога Анжуйського, і молодої красуні Діани де Мерідор, обманом і шантажем виданої заміж за головного ловецького Франції графа де Монсоро. 
Мінісеріал складається з 7 серій по 55 хвилин кожна. Назви серій:
- 1. «Шпаги і блондинка».
- 2. «Людина в чорному».
- 3. «Ніч блазня».
- 4. «Розбитий кубок».
- 5. «Лотаринзькі дрозди».
- 6. «Папороті Мерідора».
- 7. «Пастка».

## У ролях
- Карін Петерсен — Діана де Мерідор, графиня де Монсоро
- Ніколя Сільбер —  Луї де Клермон, граф де Бюссі-Амбуаз, придворний герцога Анжуйського
- Мішель Кретон — Шико, блазень короля
- Франсуа Местр — граф Бріан де Монсоро, головний ловчий Франції
- Дені Манюель — Генріх III Валуа, король Франції
- Жерар Берні — Франсуа, герцог Анжуйський, брат короля
- Жан-Луї Брус — Франсуа д Еспіне де Сен-Люк, опальний придворний короля
- Мірей Одибер — Жанна де Коссе-Бріссак, дружина де Сен-Люка, подруга Діани
- Луї Арбессьє — барон Огюстен де Мерідор, батько Діани
- Анжело Барді — Горанфло, чернець обителі святої Женев'єви
- Маріо Пілар — Орільї, придворний герцога Анжуйського
- Даніель Дерваль — Ремі Ле Одуен, лікар
- Жюлі Равікс — Гертруда, служниця Діани (у титрах — Daya Ravix)
- П'єр Массимі — Келюса, придворний короля, «міньйон»
- Іван Варко — Можірон, придворний короля, «міньйон»
- Ерік Крюгер — Шомберг, придворний короля, «міньйон»
- Жиль Беа — Епернон, придворний короля, «міньйон»
- Антуан Фонтейн — Крійон, капітан гвардійців короля
- Марія Меріко — Катерина Медічі, королева-мати
- Жак Ле Карпентьє — герцог Генріх де Ґіз, глава Католицької ліги
- Моріс Ріш — Чарльз, герцог Майенський, брат герцога Генріха де Гіза
- П'єр Аті — Луї, кардинал Лотаринзький, брат де Ґізів
- Сільвія Сорель — герцогиня де Монпансьє, сестра де Ґізів
- Франк Естанж — метр Ніколя Давид, довірена особа де Ґізів
- Марко Перрен — Генріх Наваррський
- Тедді Біліс — П'єр, камердинер де Бюссі
- Поль Мерсі — метр Бономэ
- Абель Жорес — пріор, настоятель обителі святої Женев'єви

## В епізодах
- Ніколь Десаї — фрейліна королеви-матері
- Марсель Шампель — конюх в Анжу
- Аннетте Паві — служниця в Фонтенбло
- Крістіан Бюжо — капітан гвардії в Анжу
- Нанетта Корі — дівчина на вулиці
- Жорж Монтан — ватажок зграї, яка викрала Діану
- Маріус Бальбіно — камердинер Мерідора
- Маг Авріль — добра жінка з вулиці Тампль
- П'єр Дункан — чоловік з вулиці Тампль
- Віржині Віньйон — дівчина з вулиці Тампль
- текст від автора читає Клод Брюле

## Ролі озвучували
Радянський дубляж:
- Тетяна Васильєва — Діана де Мерідор (роль Карін Петерсен)
- Борис Бистров — граф де Бюссі (роль Ніколя Сильбера), герцог Генріх де Ґіз (роль Жака Ле Карпентьє)
- Олексій Золотницький — Шико, блазень короля (роль Мішеля Кретона)
- Віталій Ованесов — граф де Монсоро (роль Франсуа Местра)
- Євген Герасимов — король Генріх III (роль Дені Манюеля)
- Володимир Герасимов — Франсуа, герцог Анжуйський, брат короля (роль Жерара Берні)
- В'ячеслав Богачов — Орильї (роль Маріо Пілара), Огюстен де Мерідор (роль Луї Арбессьє), Горанфло (роль Анжело Барді)
- Галина Кремньова
- Тамара Трушина

Сучасне двоголосе закадрове озвучення:
- Марина Бакіна (всі жіночі ролі)
- Олександр Клюквін (всі чоловічі ролі)

## Знімальна група
- Режисер: Яннік Андреї
- Продюсер: Робер Дорфманн
- Автор сценарію: Клод Брюле
- Оператор: П'єр Монтазель
- Композитор: Бернар Фоссар
- Художник-постановник: Теобальд Мерісс
- Художник по костюмах: Колетт Бодо
- Автор декорацій: Жан Мандару
- Монтаж: Елен Гагарен
- Бої і каскадери під управлінням Клода Карльє

## Видання на відео
- Прем'єра цього мінісеріалу у Франції відбулася з 18 по 31 грудня 1971 року на телеканалі ORTF. Згодом мінісеріал неодноразово демонструвався по телебаченню і випускався на DVD.
- Прем'єра цього мінісеріалу в СРСР на Центральному телебаченні Держтелерадіо відбулася в 1982 році по другому каналу, другий показ — в 1989 році, також у ці роки відбулося два покази на Освітній програмі французькою мовою. Згодом мінісеріал неодноразово демонструвався на телебаченні.
- 12 листопада 2014 року у Франції на DVD випущена відреставрована версія мінісеріалу.

## Цікаві факти
- У мінісеріалі в повному складі знявся знаменитий французький комічний квартет «Шарло».